# パワーブレイザー
『パワーブレイザー』 (POWER BLAZER) は、1990年4月20日にタイトーより発売されたファミリーコンピュータ用アクションゲーム、および作品中で主人公が扱う武器の名称である。
1991年には、主人公のデザインが異なり、武器システムやマップなども大きく変更された本作の国外版『パワーブレイド（POWER BLADE）』が発売された。

## 概要
横スクロール型のアクションゲーム。ゲームの目的は、暴走し世界を混乱に陥れた人工頭脳を止めることである。主人公の武器はブーメランであるため、飛び道具でありながら攻撃範囲の制限も大きい。
また、初期状態ではブーメランは敵に当たると跳ね返るため、敵の背後にブーメランを回り込ませることで耐久力の高い敵にも大きなダメージを与えることができる。パワーアップアイテムとして飛距離アップや、ブーメランが敵を貫通するようになるものがあるが、貫通ブーメランをノーマル状態に戻すアイテムも存在する。
全7ステージで、最終ステージ以外の6つは『ロックマンシリーズ』（1987年 - ）のように自由に選択して好きな順序で攻略することができる。それらを全てクリアすれば最終ステージに進むことができ、最終ステージをクリアすればエンディングが流れてゲーム終了となる。ただしロックマンシリーズのようにステージクリアで武器が手に入る事は無いので、どのステージから始めても大差はない。
サウンドはファミコン版悪魔城ドラキュラを手がけた山下絹代が担当しており、特に日本国外で評価が高い。

## 登場キャラクター

### プレイヤーキャラクター
スティーヴ・トレイバー（STEVE TREIBER）
本作の主人公。2059年8月2日生まれ。身長182センチ、体重75キロ、AB型。オハマ陸軍・戦略基地にて特殊訓練を受け、新兵器の実戦的開発に参加。軍備システムと兵器に関するエキスパートであり、また、実戦においても野性的直感と行動によって、最大の戦闘能力を発揮できる男として認識されている。

### ボスキャラクター
グルタミン・レンジャー
人型ロボット。軍基地のボス。空中に点滅して現れたのち、体を広げ下5方向に弾を撃って消える。体を広げた一瞬にのみ当たり判定がある。
レッド・ドラゴン
名前どおり真紅のドラゴン型ロボット。エネルギー開発センターのボス。火の玉を数発吐いたのち、巨大な火球となって突進してくる。
ライジィーン
名前どおりカミナリ様のような姿のロボット。天気コントロール研究所のボス。U字のような軌道で左右に往復し、イナズマ型の弾を放ってくる。
ブラッケン
フランケンシュタインの怪物のようなロボット。居住区のボス。
ビートム
ハチ型ロボット。生命研究所のボス。
ブライアン・D・デンジャー
銃とシールドを持った人型ロボット。宇宙開発センターのボス。
デビッド・アンクル
髭を生やした頭部だけのロボット。総合コントロールセンターのボス。

## スタッフ
- プログラム：IWASAGON（岩佐俊和）
- デザイナー：KAMEGON、KATO
- サウンド：YAMAKO（山下絹代）、BANBI
- プロデュース：KIKUCHI、NJK
- サンクス：HATTORI、HATANO

## 評価
- ゲーム誌『ファミコン通信』の「クロスレビュー」では合計23点（満40点）[4]、『ファミリーコンピュータMagazine』の読者投票による「ゲーム通信簿」での評価は以下の通りとなっており、17.13点（満30点）となっている[1]。

| 項目 | キャラクタ | 音楽 | 操作性 | 熱中度 | お買得度 | オリジナリティ | 総合  |
| 得点 | 3.13       | 2.93 | 2.78   | 2.87   | 2.77     | 2.65           | 17.13 |